# Induratio penis plastica
La Induratio Penis Plastica (IPP), detta anche malattia di La Peyronie dal chirurgo francese che l'ha descritta, è una fibrosi del tessuto connettivo del pene. La prima segnalazione sulla malattia, infatti, fu fatta da Andrea Vesalio nel 1550, ma la prima descrizione clinica formale fu scritta da François de La Peyronie, chirurgo dell'esercito di Luigi XV nel 1743.
È una malattia del tessuto connettivo che colpisce circa il 5% degli uomini. Si tratta di una fibrosi localizzata della tunica albuginea del pene, ovvero della guaina che riveste i suoi corpi cavernosi. La condizione provoca dolore, curvatura anomala del pene, disfunzione erettile, rientro, perdita di circonferenza e accorciamento.. La terapia ionoforetica con farmaci calcio-antagonisti, che agiscono rilassando i vasi sanguigni, risulta efficace per migliorare la qualità di vita dei pazienti affetti dalla malattia di La Peyronie.

## Fisiopatologia
Nella malattia stabilizzata si forma una placca calcifica, nella parte interessata, che porta a una curvatura del pene più o meno importante. Le cause sono incerte: si ipotizzano quali fattori eziologici i microtraumi che si possono verificare durante i rapporti sessuali o traumi di altra natura.

## Prevenzione e terapia
L'assunzione di vitamina E è utile nella prevenzione dell'insorgenza di tali forme di sclerosi, come la IPP, oltre a facilitare e rendere efficace la terapia farmacologica indotta con ionoforesi. Va sottolineato che sono rari i casi di completa calcificazione della placca di conseguenza sono buoni i risultati di guarigione con le terapie alternative farmacologiche quali appunto la ionoforesi, la laserterapia e la ultrasuonoterapia.. Per quanto riguarda le cure, si utilizzano terapie farmacologiche generali oppure trattamenti locali come la terapia con laser a ultrasuoni, o l'infiltrazione di farmaci all'interno della placca (cortisonici depot o calcioantagonisti come il verapamil per far regredire la calcificazione), il cui obiettivo è soprattutto quello di ridurre i sintomi e arginare l'evoluzione della malattia. Inoltre si utilizzano anche meccanismi di trazione per il raddrizzamento del pene.
Di recente è stata introdotta la somministrazione locale peniena di farmaci attraverso la laser-foresi altrimenti detta criopass-laser terapia, tecnica già ampiamente usata in ortopedia, medicina estetica e sportiva. La tecnica è in fase di sperimentazione anche per la cura di metastasi cutanee di patologie tumorali.
In generale, quanto prima è effettuata una corretta diagnosi, tanto migliori saranno i risultati che è possibile aspettarsi delle terapie. 
Occorre rivolgersi a uno specialista andrologo non appena si riscontrino i sintomi (dolore in erezione, presenza di una curvatura, deficit erettivo, formazione di nodulo). L'intervento chirurgico è molto delicato e va eseguito da uno specialista particolarmente esperto, dopo averne accertata la necessità secondo della gravità del caso.
La malattia nei casi più gravi può portare a deficit erettili tali da impedire la penetrazione  o erezioni dolorose, in questi casi solo l'intervento chirurgico con l'eventuale applicazione di una protesi peniena o una corporoplastica secondo Nesbit può essere di aiuto.